# Lisa Kelly
Lisa Olivia Mary Sinéad Kelly (Dublin, Ierland, 7 mei 1977), in het Iers-Gaelisch Laoise Ní Cheallaigh, is een zangeres van klassieke en Keltische muziek. Ze heeft meegewerkt aan allerlei producties en ze maakte tot begin 2013 deel uit van het muziekensemble Celtic Woman.

## Levensloop

### Jeugd
Kelly werd geboren in 1977 in een muzikale familie. Op zevenjarige leeftijd speelde ze in de musicalversie van Bugsy Malone, een film uit 1976. Ze heeft les gehad in klassieke muziek voor piano en zang. Daarnaast heeft ze drama gestudeerd.

### Carrière
Ze heeft onder andere gespeeld als Velma Kelly in Chicago, Florence in Chess, Laurie in Oklahoma, Maria in West Side Story en Sandy in Grease.
Kelly heeft opgetreden tijdens verscheidene concerten in de National Concert Hall in Dublin, waaronder The Magic of Gershwin, The Music of Cole Porter en From Romberg to Rodgers. Ze heeft ook de hoofdrol gespeeld in Jack and the Beanstalk in het Gaiety Theatre in Dublin. Ze werd hierdoor gecast als hoofdzangeres voor de show Riverdance (2000). Ze heeft tijdens deze show haar man ontmoet.
In 2003 bracht ze haar eerste album Lisa uit onder het label Celtic Collections; ze werd hiervoor gevraagd door David Downes. In 2004 werd ze opnieuw gevraagd door Downes - ditmaal voor een eenmalig optreden met het muziekensemble Celtic Woman in het The Helix in Dublin. Wegens grote populariteit heeft deze groep verscheidene wereldtournees gedaan en drie albums uitgebracht.
In februari 2013 heeft zij in Peachtree city, Georgia, USA, The Lisa Kelly Voice Academy geopend, waar aan kinderen les wordt gegeven in zang, dans en acteren. Dit was zo'n succes dat begin 2016 in Ponte Vedra Beach, Florida, USA de 2e academie werd geopend.

## Discografie

### Albums
- Lisa (2003)